# Osttimoresisch-venezolanische Beziehungen
Die osttimoresisch-venezolanischen Beziehungen beschreiben das zwischenstaatliche Verhältnis von Osttimor und Venezuela.

## Geschichte

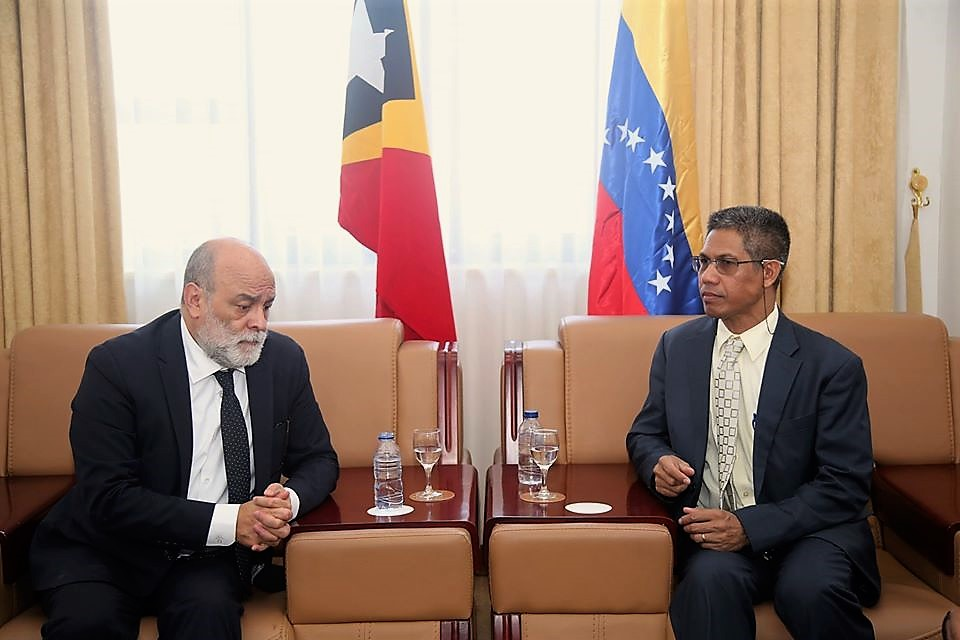
Ruben Dario Molina (links) und Jorge Camões (2019)

Diplomatische Beziehungen bestehen seit 2005. 2019 besuchte Ruben Dario Molina, der stellvertretende Außenminister Venezuelas, anlässlich des 20. Jahrestages des Unabhängigkeitsreferendums in Osttimor, Ende August die osttimoresische Landeshauptstadt Dili und wurde von Außenminister Dionísio Babo empfangen. Anfang Dezember empfing Botschafter Jorge Camões, der Generalsekretär des Außenministeriums Osttimors, Molina ein zweites Mal zu Gesprächen über die bilateralen Beziehungen.

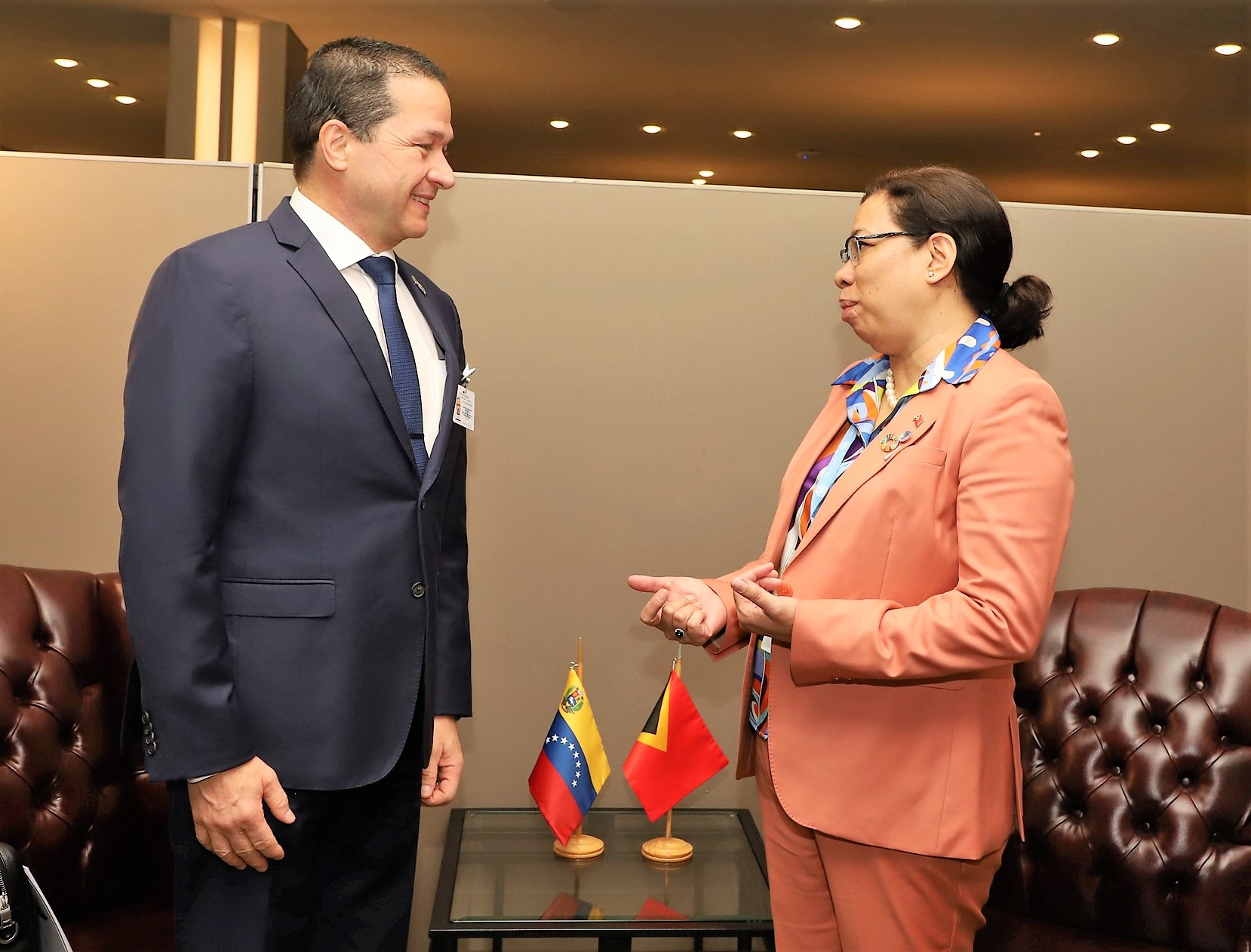
Tortosa und Magno (2022)

2022 trafen die Außenminister der beiden Länder Carlos Rafael Faría Tortosa und Adaljíza Magno bei den Vereinten Nationen in New York aufeinander.

## Diplomatie
Osttimor hat keine Botschaft in Venezuela. Die nächstgelegene Botschaft befindet sich in Brasilien.
Die Botschaft Venezuelas in Singapur ist auch für Osttimor zuständig.

## Wirtschaft
Für 2018 gibt das Statistische Amt Osttimors keine Handelsbeziehungen zwischen Osttimor und Venezuela an.